# Thais Henríquez
Thais Henríquez Torres (Las Palmas de Gran Canaria, 29 de octubre de 1982) es una deportista española que compitió en natación sincronizada.

## Biografía
Nació en Las Palmas de Gran Canaria (1982). Nieta de un futbolista e hija de jugadores de baloncesto. A los trece años comenzó a practicar la natación artística.
Durante su carrera compaginó diez horas diarias de entrenamiento con dos licenciatruras: Derecho y en Ciencias de la Actividad Física y el Deporte. Completó su formación universitaria con un máster de especialización en Asesoría y Gestión Tributaria.
La Real Federación Española de Futbol la llamó para crear una comisión de igualdad, con iniciativas de intregración social, y en 2021 accedió a la Junta Directiva. Desde entonces asesora a equipos y a deportistas de manera individual.

### Carrera deportiva
Participó en dos Juegos Olímpicos de Verano en los años 2008 y 2012, obteniendo dos medallas, plata en Pekín 2008 y bronce en Londres 2012. Ganó once medallas en el Campeonato Mundial de Natación entre los años 2005 y 2013, y ocho medallas en el Campeonato Europeo de Natación entre los años 2006 y 2014.

## Palmarés internacional
| Juegos Olímpicos   | Juegos Olímpicos         | Juegos Olímpicos  | Juegos Olímpicos  |
| Año                | Lugar                    | Medalla           | Prueba            |
| ------------------ | ------------------------ | ----------------- | ----------------- |
| 2008               | Pekín (China)            | Medalla de plata  | Equipo            |
| 2012               | Londres (Reino Unido)    | Medalla de bronce | Equipo            |
| Campeonato Mundial |                          |                   |                   |
| Año                | Lugar                    | Medalla           | Prueba            |
| 2005               | Montreal (Canadá)        | Medalla de bronce | Equipo            |
| 2005               | Montreal (Canadá)        | Medalla de bronce | Combinación libre |
| 2007               | Melbourne (Australia)    | Medalla de plata  | Equipo libre      |
| 2009               | Roma (Italia)            | Medalla de oro    | Combinación libre |
| 2009               | Roma (Italia)            | Medalla de plata  | Equipo técnico    |
| 2009               | Roma (Italia)            | Medalla de plata  | Equipo libre      |
| 2011               | Shanghái (China)         | Medalla de bronce | Equipo técnico    |
| 2011               | Shanghái (China)         | Medalla de bronce | Equipo libre      |
| 2013               | Barcelona (España)       | Medalla de plata  | Equipo técnico    |
| 2013               | Barcelona (España)       | Medalla de plata  | Equipo libre      |
| 2013               | Barcelona (España)       | Medalla de plata  | Combinación libre |
| Campeonato Europeo |                          |                   |                   |
| Año                | Lugar                    | Medalla           | Prueba            |
| 2006               | Budapest (Hungría)       | Medalla de plata  | Combinación libre |
| 2008               | Eindhoven (Países Bajos) | Medalla de oro    | Equipo            |
| 2008               | Eindhoven (Países Bajos) | Medalla de oro    | Combinación libre |
| 2010               | Budapest (Hungría)       | Medalla de plata  | Equipo            |
| 2010               | Budapest (Hungría)       | Medalla de plata  | Combinación libre |
| 2012               | Eindhoven (Países Bajos) | Medalla de oro    | Equipo            |
| 2012               | Eindhoven (Países Bajos) | Medalla de oro    | Combinación libre |
| 2014               | Berlín (Alemania)        | Medalla de plata  | Combinación libre |